# Karl Lintner
Karl Josef Ludwig Lintner (* 3. Oktober 1855 in Kaufbeuren; † 9. April 1926) war  ein deutscher Brauwissenschaftler und Professor für Gärungschemie an der TH München in Weihenstephan.
Sein Vater Carl Lintner hatte die Wissenschaftliche Station für Brauerei in München gegründet.
Lintner studierte in München und Erlangen. Während seines Studiums wurde er Mitglied des AGV München im Sondershäuser Verband. Er wurde Professor für angewandte Chemie an der TH München und war dort von 1915 bis 1917 Rektor. Von 1892 bis 1914 war er nebenamtlicher Direktor o. g. Station.

## Schriften (Auswahl)
- Die Malzbereitung. Freising 1890
- Grundriß der Bierbrauerei. Parey Verlag: Berlin 1910, 4. neubearbeitete Auflage; 6. völlig neu bearbeitete Auflage von Heinrich Lüers, Parey: Berlin 1928